# Of Shadows... And the Dark Things You Fear
Of Shadows... And the Dark Things You Fear è il terzo album della band black metal tedesca Cryptic Wintermoon. L'album è stato registrato ai Frost Studios e pubblicato nel 2005 da parte della Massacre Records.

## Tracce
1. The Dark Things You Fear (Intro) - 01:13
2. Thrashomatic Overdrive - 03:18
3. Portals of Nightfall - 05:31
4. Bonegrinder 1916 - 04:45
5. Synthetic God - 03:51
6. Where the Oceans Meet Eternity - 05:44
7. Grave Without a Name - 03:44
8. Once.. in the Windblasted North - 06:26
9. W.A.R. (Without Any Regret) - 04:45
10. Heavy Armed Assault - 04:21
11. Open Fire - 06:37
12. Grim Frost (Outro) - 01:49